# 阿斯普罗皮戈斯
阿斯普罗皮戈斯（希臘語：Ασπρόπυργος）是希腊阿提卡大區西阿提卡专区的市镇，位于雅典都会区的西部，雅典市中心西北边15公里、埃莱夫西纳东北边5公里处。市镇面积为101.98平方公里，2021年人口数量为31,381人。

## 辞源
阿斯普罗皮戈斯的希腊语原名来源于两个希腊语单词（意为白色）和（意为城堡或塔）。

## 人口数据
| 年份 | 人口数量 |
| ---- | -------- |
| 1981 | 12,541   |
| 1991 | 15,715   |
| 2001 | 27,741   |
| 2011 | 30,251   |
| 2021 | 31,381   |